# Raphaëlle de Groot
Raphaëlle de Groot est une artiste québécoise, née à Montréal le 21 octobre 1974. À travers sa pratique polyvalente, elle est dessinatrice, performeuse, vidéaste et installatrice.
Après des études à l'Université du Québec à Montréal où elle obtient une maîtrise en arts visuels et médiatiques en 2007, Raphaëlle de Groot expose régulièrement des œuvres qui reposent sur une interaction avec le spectateur, à travers des films, des performances et des installations. Elle fait également appel à différentes personnes auprès de qui elle sollicite une participation ou un objet qui interviendront plus tard dans ses productions et ses installations.
En 2013, elle est invitée à la 55e Biennale de Venise pour présenter une performance En exercice à Venise, qui fera l'objet d'un film, Raphaëlle de Groot en performance à Venise.
Le travail de Raphaëlle de Groot est récompensé par plusieurs prix, notamment le Prix Pierre-Ayot en 2006, le Prix Graff en 2011 et le Prix artistique Sobey en 2012.